# Werner Vogel (Landrat)
Werner Vogel (* 14. November 1902 in Neusaalborn; † nach 1941) war ein deutscher Jurist und Landrat.

## Leben und Wirken
Vogel wurde in der Straßensiedlung Neusaalborn zwischen Bad Berka und Blankenhain an der heutigen Bundesstraße 85 geboren. Nach dem Schulbesuch und dem Studium der Rechtswissenschaften an der Universität Jena promovierte Vogel am 18. Februar 1931 zum Dr. jur. Zum Jahresbeginn 1933 erfolgte seine Ernennung zum Gerichtsassessor. Danach erhielt er, noch vor der „Machtergreifung“ der Nationalsozialisten, eine Assessorenstelle am Landratsamt Rudolstadt, wo er bis Ende Juni 1933 tätig war. In dieser Zeit trat er zum 1. Mai 1933 der NSDAP (Mitgliedsnummer 2.764.269) bei. 1939 wurde er dann auch Mitglied der Sturmabteilung (SA), in der er 1941 zum Obersturmführer befördert wurde. Ferner wurde er Mitglied im Nationalsozialistischen Fliegerkorps (NSFK).
Nachdem Vogel im Juli/August 1933 kurzzeitig beim Landgericht Weimar war, trat er zum 1. September mit der an diesem Tag erfolgten Beförderung zum Regierungsassessor in den Staatsdienst des Freistaates Thüringen ein und arbeitete für die thüringische Regierung, wo er am 21. Juni 1935 zum Regierungsrat ernannt wurde. 1938 war er beim Landratsamt Rudolstadt tätig.
Nach der Anfang Oktober 1938 erfolgten Besetzung der deutschbesiedelten Grenzgebiete der Tschechoslowakei durch das Deutsche Reich und der Bildung des Reichsgaus Sudetenland wurde Vogel am 11. Oktober 1938 kommissarisch als Landrat des neugebildeten Landkreises Landskron eingesetzt. Seine endgültige Einsetzung in diese Funktion erfolgte 1939. Nach Ausbruch des Zweiten Weltkrieges musste Vogel auch mehrere Landräte in der Umgebung vertreten, die verstorben waren oder zum Militär einberufen worden sind. So war er von März bis Oktober 1939 Landrat in Mährisch Trübau.
Bis wann Vogel in Landskron im Amt blieb und sein späteres Schicksal bleiben ungewiss.